# 金躰寺
金躰寺（こんたいじ）は、奈良県奈良市十輪院町にある浄土宗の寺院である。山号は道昭山、院号は南光院。本尊は阿弥陀如来立像。

## 歴史
元興寺の道昭法師の開基と伝えられ、時期は不明であるが、道昭は唐からの帰朝後、当寺に隠遁したという。
天正10年（1579年）、奥州岩城出身の良誉清範上人が入山し、法相宗から浄土宗へと改宗したことをもって中興とする。開基の名に因み山号を道昭山とし、元興寺別院南光坊の名をとって院号を南光院とした。

## 建造物

山門

鐘楼

### 本堂
5間四面に広縁を巡らせ、正面中央に向拝を設ける。寄棟造・本瓦葺で、棟札によると寛永14年（1637年）、行誉上人による再興とされる。奈良県指定文化財。内部は手前を外陣、奥中央を内陣、両脇前方を脇陣、後方を位牌の間とする、典型的な浄土宗本堂の形式である。外陣周りの広縁は元は吹放しであり、また内部の部屋境には中敷居（床より高い敷居）や建具で仕切った痕跡があり、内陣の周囲に結界を設ける江戸初期の浄土宗本堂の特徴をよく示している。
本尊阿弥陀如来立像をまつり、右脇壇に善導大師・法然上人の両祖師像、および開山良誉上人坐像が安置されている。左脇壇には、清凉寺式の釈迦如来立像と十大弟子がまつられている。境内には元、地蔵堂と釈迦堂があったが、そちらの本尊であった地蔵菩薩半跏像は現在、本堂に安置されている。

### 墓地
桃山時代から江戸初期の古碑が遺されている。

### 客殿
慶安年間頃の建築と見られている。

### 庫裏
1982年（昭和57年）の新築。

## 宝物
- 仏涅槃図[1]
- 板絵塔婆 - 計9枚、元和6年（1620年）や寛永3年（1626年）など[1]
- 過去帳 - 慶長2年（1597年）の奥書[1]